# مقاومة الانكماش
مقاومة الانكماش أو مقاومة الكساد أو إنعاش أو تحريك النشاط الاقتصادي والأسعار (بالإنجليزية: Reflation)، هو عمل محفزة للاقتصاد من خلال زيادة المعروض النقدي أو عن طريق تخفيض الضرائب، لسعي لإعادة الاقتصاد (تحديدًا مستوى السعر) إلى الاتجاه طويل المدى، بعد تراجع في الدورة الاقتصادية. هو عكس تخفيض معدل التضخم، الذي يسعى لإعادة الاقتصاد إلى الاتجاه طويل المدى.
وهي مجموع الوساثل الرامية إلى استثناف النشاط الإقتصادي منها:
- مراقبة الأسعار،
- تمويل الاستثمارات المنتجة،
- الاكتتابات العامة التي تخقف من حجم الاذّخار والاكتناز،
- زيادة اللفقات العامة (مشتريات الدولة)،
- اتباع سياسة إعادة توزيع الدخول وتنقيص الضرائب بالنسبة لأصحاب الدخول الضعيفة،
- اللجوء إلى تخفيض قيمة النقد الشيء الذي يؤدي إلى زيادة حجم الصادرات
- الخ

## روابط خارجية
- Dalio، Ray (22 سبتمبر 2013). "How The Economic Machine Works". مؤرشف من الأصل في 2021-12-24. اطلع عليه بتاريخ 2021-12-24.{{استشهاد ويب}}:  صيانة الاستشهاد: BOT: original URL status unknown (link)